# Полтавское (Крым)
Полта́вское (до 1948 года Манги́т № 2, ранее Чегердикчи́-Мангы́т; укр. Полтавське, крымскотат. Çegerdikçi Manğıt, Чегердикчи Мангъыт) — село в Красноперекопском районе Республики Крым, входит в состав Братского сельского поселения (согласно административно-территориальному делению Украины — Братского сельского совета Автономной Республики Крым).

## Население
| 2001 | 2014 |
| ---- | ---- |
| 523  | ↘413 |

Всеукраинская перепись 2001 года показала следующее распределение по носителям языка
| Язык             | Процент |
| ---------------- | ------- |
| украинский       | 40.92   |
| русский          | 33.27   |
| крымскотатарский | 25.24   |
| другие           | 0.38    |

### Динамика численности
| - 1805 год — 174 чел. - 1892 год — 10 чел. - 1900 год — 25 чел. - 1915 год — 57/28 чел. - 1926 год — 43 чел. | - 1939 год — 146 чел. - 1989 год — 379 чел. - 2001 год — 523 чел. - 2009 год — 468 чел. - 2014 год — 413 чел. |

## Современное состояние
На 2017 год в Полтавском числится 6 улиц; на 2009 год, по данным сельсовета, село занимало площадь 65 гектаров, на которой в 157 дворах проживало 468 человек, в селе действуют сельский клуб, библиотека. Село газифицировано, Полтавское связано автобусным сообщением с райцентром и соседними населёнными пунктами.

## География
Полтавское расположено на юге района, у границы с Первомайским районом, на обоих берегах безымянного правого притока реки Воронцовки, высота центра села над уровнем моря — 13 м. Ближайшие сёла — Сватово в 3,7 км на северо-запад, Братское в 3,8 км на севере и Новая Деревня Первомайского района в 1,5 км на юг. Расстояние до райцентра — около 29 километров (по шоссе), ближайшая железнодорожная станция — Воинка (на линии Джанкой — Армянск) — примерно 16 километров. Транспортное сообщение осуществляется по региональной автодороге 35Н-272 Братское — Полтавское (по украинской классификации — С-0-10701).

## История
Первое документальное упоминание села встречается в Камеральном Описании Крыма… 1784 года, судя по которому, в последний период Крымского ханства Чекирдекчи Маныт входил в Четырлык кадылык Перекопского каймаканства. После присоединения Крыма к России (8) 19 апреля 1783 года, (8) 19 февраля 1784 года, именным указом Екатерины II сенату, на территории бывшего Крымского Ханства была образована Таврическая область и деревня была приписана к Перекопскому уезду. После Павловских реформ, с 1796 по 1802 год, входила в Перекопский уезд Новороссийской губернии. По новому административному делению, после создания 8 (20) октября 1802 года Таврической губернии, Чегирденчи-Мангит был включён в состав Бустерчинской волости Перекопского уезда.
По Ведомости о всех селениях в Перекопском уезде состоящих с показанием в которой волости сколько числом дворов и душ… от 21 октября 1805 года, в деревне Чегирденчи-Мангит числилось 29 дворов, 120 крымских татар и 54 цыгана. На военно-топографической карте генерал-майора Мухина 1817 года деревня Чегердыкчи мангыт обозначена с 20 дворами. После реформы волостного деления 1829 года Чегердыкче Мангит, согласно «Ведомости о казённых волостях Таврической губернии 1829 года», передали в состав Ишуньской волости (переименованной из Бустерчинской). На карте 1836 года в деревне 26 дворов, как и на карте 1842 года. По свидетельству Франца Мартыновича Домбровского 1850 года через Чегердакчи-Мангыт проходила обывательская почтовая дорога и действовала обывательская почтовая станция.
Согласно «Памятной книжке Таврической губернии за 1867 год», деревня была покинута жителями в 1860—1864 годах, в результате эмиграции крымских татар, особенно массовой после Крымской войны 1853—1856 годов, в Турцию и оставалась в развалинах. На трехверстовой карте 1865 года деревня ещё обозначена, а на карте, с корректурой 1876 года, её уже нет. В дальнейшем, в доступных источниках второй половины XIX века (до 1892 года) селение не встречается.
После земской реформы 1890 года деревню отнесли к Джурчинской волости Перекопского уезда. Согласно «…Памятной книжке Таврической губернии на 1892 год», на хуторе барона Гинзбурга Мангит, не входившем ни в одно сельское общество, было 10 жителей в 1 домохозяйстве. По «…Памятной книжке Таврической губернии на 1900 год» на хуторе Мангит, Чегир-Декчи числилось 25 жителей в 1 дворе. По Статистическому справочнику Таврической губернии. Ч.II-я. Статистический очерк, выпуск пятый Перекопский уезд, 1915 год, на хуторе И.Фр. Струкова Мамут-Чегер-Декчи (он же Мангит-Чегер-Декчи) Джурчинской волости Перекопского уезда числилось 7 дворов (все дворы безземельные) с немецким населением в количестве 57 человек приписных жителей и 28 «посторонних», из которых 49 мужчин и 36 женщин. Жители землёй не владели, но за селением числилось 40 десяти земли. В хозяйствах имелось 40 лошадей, 15 коров и 20 голов мелкого скота.
После установления в Крыму Советской власти, по постановлению Крымревкома от 8 января 1921 года № 206 «Об изменении административных границ» была упразднена волостная система, Перекопский уезд переименовали в Джанкойский, в котором был образован Ишуньский район, в состав которого включили село, а в 1922 году уезды получили название округов. 11 октября 1923 года, согласно постановлению ВЦИК, в административное деление Крымской АССР были внесены изменения, в результате которых округа были отменены, Ишуньский район упразднён и село вошло в состав Джанкойского района. Согласно Списку населённых пунктов Крымской АССР по Всесоюзной переписи 17 декабря 1926 года, в селе Мангут (Чегер-Деркчи), Воронцовского сельсовета (в котором село состояло до включения в Братский) Джанкойского района, числилось 11 дворов, из них 10 крестьянских, население составляло 43 человека, из них 13 украинцев, 13 немцев, 17 записаны в графе «прочие». Постановлением ВЦИК от 30 октября 1930 года был восстановлен Ишуньский район и село, вместе с сельсоветом, включили в его состав. Постановлением Центрального исполнительного комитета Крымской АССР от 26 января 1938 года Ишуньский район был ликвидирован и создан Красноперекопский район с центром в поселке Армянск (по другим данным 22 февраля 1937 года), в который вошло село. По данным всесоюзной переписи населения 1939 года в селе проживало 146 человек. На карте Генштаба 1941 года село было обозначено, как Чегир-Декли, практически без строений.
В годы Великой Отечественной войны, во время освобождения Крыма в апреле 1944 года в окрестностях села вели бои войска 51-й армии. в которых погибло 38 воинов 51-й армии, захороненных в братской могиле на сельском кладбище. На могиле установлен памятник работы симферопольского скульптора Владимира Илларионовича Спичак (архитектор К. Денисов). Памятник — скульптура высотой 3,3 м изображает воина Красной армии в плащ-палатке, опирающегося правой рукой на вертикальную стелу. Постановлением Совета министров Республики Крым № 627 от 20 декабря 2016 года памятник отнесён к категории объектов культурно-исторического наследия России регионального значения.
С 25 июня 1946 года Мангит в составе Крымской области РСФСР. В 1946—1948 годах в село начали прибывать переселенцы из различных областей Украины и России, действовал колхоз имени «Молотова» (в 1952 году вошедший в состав колхоза имени Ленина. Указом Президиума Верховного Совета РСФСР от 18 мая 1948 года, село, как Мангит № 2 (так оно обозначено на двухкилометровке РККА 1942 года), переименовали в Полтавское. 26 апреля 1954 года Крымская область была передана из состава РСФСР в состав УССР. С 1954 года Полтавское входило в Ильинский сельсовет, с 1967 года — в составе Братского сельсовета. По данным переписи 1989 года в селе проживало 379 человек. С 12 февраля 1991 года село в восстановленной Крымской АССР, 26 февраля 1992 года переименованной в Автономную Республику Крым. С 21 марта 2014 года в составе Крыма аннексировано Россией.